# Musica digitale
Con il termine musica digitale si intende una qualsiasi composizione musicale convertita in segnale digitale.
Il vantaggio principale della musica digitale consiste nella possibilità di copiarla in modo facile e rapido per un numero indefinito di volte, senza mai alterarne il segnale di partenza. A partire dagli anni '80, con l'avvento del CD audio, e in seguito con i download e lo streaming musicale, i metodi di distribuzione digitali si sono velocemente affermati soppiantando quelli analogici.

## Dettagli tecnici
Per ottenere la conversione, il segnale audio prelevato da un microfono e trasformato in un equivalente segnale elettrico, viene inviato a un convertitore analogico-digitale, un dispositivo elettronico che provvede a generare un flusso di dati digitali, rappresentanti il segnale audio originale. Il flusso di dati digitali può essere semplicemente registrato sotto forma di file su nastro magnetico, hard disk o disco ottico.
Durante il passaggio che consiste nella trasformazione da segnale analogico a segnale digitale, una parte delle armoniche sonore che compongono il segnale originale vengono perse e non compaiono nel segnale digitale finale, il degrado è abbastanza avvertibile se la conversione avviene nello standard CD Audio definito nel 1979 da Sony e Philips, il quale fissa il campionamento a 44,1 kHz, adottando frequenze di campionamento multiple di questo standard, la perdita di qualità sonora nella conversione risulta molto minore, indistinguibile all'orecchio dal segnale analogico, il cui riferimento tipico è il disco in vinile.
Il file digitale registrato può essere sottoposto a un successivo trattamento di compressione allo scopo di ridurne le dimensioni; questo passaggio, a seconda del sistema di compressione utilizzato, può comportare una perdita irreversibile di dati oppure no. La maggiore efficienza nel ridurre di dimensioni il file musicale, viene ottenuto dai sistemi che comportano la perdita di alcuni dati, in ogni caso, l'efficienza degli algoritmi implementati allo scopo, basati sulla psicoacustica dell'orecchio umano, è tale da produrre un degrado minimo, nonostante una notevole eliminazione di dati.
Il vantaggio principale della musica digitale consiste nella possibilità di copiarla in modo facile e rapido per un numero indefinito di volte, senza mai alterarne il segnale di partenza. La possibilità di generare un numero indefinito di copie di un brano musicale, ha creato ovvi problemi di violazione dei diritti d'autore. Per evitare la realizzazione di copie non autorizzate, sono stati introdotti da parte dei produttori discografici, dei formati digitali, i quali, utilizzando un particolare algoritmo di crittografia, impediscono automaticamente la copia non autorizzata dei file.

## Storia

### I primi supporti fisici
La prima produzione di musica digitale nota fu realizzata dal computer australiano CSIRAC nel giugno del 1951. Nello stesso anno i tecnici della BBC registrarono la musica prodotta dal computer Ferranti Mark I creando la prima registrazione di musica digitale.
Per molti anni la musica digitale rimase comunque limitata ai laboratori dato l'elevato costo dell'elettronica. Con gli anni ottanta la rivoluzione dell'elettronica permise la nascita di sistemi economici in grado di gestire ed elaborare la musica digitale. Questa si affermò con la diffusione dei compact disc. Il primo riproduttore di CD audio fu il Sony CDP-101, lanciato nel 1982 dalla Sony. I CD audio, data l'elevata qualità del suono, si diffusero rapidamente e a metà degli anni novanta incominciarono a soppiantare le registrazioni analogiche.

### L'avvento di Internet e il download digitale

Grafico che mostra i dati di crescita delle utenze di Napster nel 2001

Alla fine del secondo millennio, con l'avvento di programmi di peer-to-peer come Napster, l'industria musicale ha fronteggiato una crisi che dura fino ai giorni nostri, dovuta al drammatico calo di vendite di CD e singoli causato dal successo di questi tipi di programmi, i quali incoraggiavano la pirateria informatica e lo scambio illegale di brani musicali attraverso la rete Internet.
A fianco delle continue azioni legali che le grandi etichette discografiche hanno intrapreso contro i creatori e gli utenti di tali programmi, sono partite contemporaneamente anche le contromosse per riguadagnare il denaro perso: consci dei progressi tecnologici e dell'impossibilità di sradicare dalla mentalità di una certa fetta di mercato il desiderio di avere "tutto e subito", le grandi major hanno preferito legalizzare l'attività di vendita on-line di musica. Napster stesso è stato acquistato dal gruppo tedesco Bertelsmann AG nel 2002 e ha da quel momento in poi cominciato a vendere musica legalmente distribuita dalle etichette.
La parte del "leone" in questo settore l'ha svolta all'inizio l'iTunes Store, creato nel 2003 come ramo del lettore multimediale Apple iTunes. Già nel dicembre 2003 il numero di canzoni singole vendute ha superato le 25 000 unità. Nel 2004 iTunes rappresentava il 70% del mercato di musica digitale. Col tempo, iTunes si è poi espanso anche nel settore cinematografico, cominciando a vendere film, episodi di serie TV e audiolibri.
L'affermarsi della distribuzione digitale ha segnato però il tramonto e la profonda agonia del singolo in quanto formato discografico. Se le vendite degli album in qualche modo hanno retto l'ondata grazie alla ricchezza di contenuti che un album può offrire oltre alle canzoni in sé (si pensi al booklet, o semplicemente al disco come concetto artistico in cui i vari brani sono correlati tra loro musicalmente e tematicamente), i singoli invece agli occhi dell'utente moderno non hanno più alcun interesse, in quanto oggi per acquistare quella particolare canzone che viene trasmessa alla radio o in tv non bisogna nemmeno uscire di casa, ma basta collegarsi a Internet e scaricarla (legalmente o meno). In Italia nel gennaio 2008 la FIMI ha annunciato l'interruzione della pubblicazione della classifica dei singoli più comprati, mantenendo solamente quella dei brani più scaricati dalla rete, con queste parole: "Dal 45 giri in vinile si è passati al CD singolo ed ora al supporto "liquido", è il segnale di un'era che si sposta verso il digitale".
La rivoluzione tecnologica in atto, che permette la registrazione ad alta qualità di musica e soprattutto l'estrema facilità della sua condivisione immediata tramite la rete, ha prodotto una rivoluzione anche tra gli stessi artisti del concetto stesso del loro lavoro. Molti artisti hanno capito che è possibile "bypassare" le lunghe attese e i problemi per la produzione di un album completo semplicemente mettendo in rete la musica appena registrata. Il mercato musicale attuale comincia a presentare scenari in cui un artista finisce di registrare un pezzo e, senza aspettare di riuscire a riempire un album, lo mette in vendita su un qualsiasi negozio musicale o persino sul proprio sito, creando così discografie in cui accanto agli album compaiono singole tracce, slegate dalle altre registrazioni.
A questo proposito si segnala nell'ottobre del 2007 l'iniziativa dei Radiohead, che si sono dimostrati dei precursori in questo, di pubblicare il loro nuovo album In Rainbows come download legale sul loro sito, dando la possibilità agli acquirenti di scegliere il prezzo a cui comprare l'album, a partire da 0 euro. La notizia ha avuto un'enorme eco pubblicitaria per la portata dell'azione e ha portato alle prime riflessioni sull'esistenza di una coscienza degli acquirenti dalla rete: acquisteranno l'album al prezzo solito (20 euro di media in Italia) lo pagheranno quanto si paga un album digitale (10 euro) o sfrutteranno l'occasione? I dati sono molto confusi sia sul guadagno totale (che alcuni ipotizzano addirittura sui 10 milioni di dollari in un solo giorno) sia sulla percentuale di utenti che lo hanno scaricato gratis (alcuni sondaggi riportano cifre che vanno dal 30% al 60%). Fatto sta comunque che quando due mesi dopo è stato pubblicato in maniera tradizionale su CD è entrato direttamente al numero 1 sia in America sia in Gran Bretagna.
Un altro aspetto di tale rivoluzione è la crescente voglia da parte di gruppi emergenti di entrare nel mercato discografico in modi diversi dal passato, facendosi prima conoscere su Internet. Gli esempi più clamorosi di gruppi musicali diventati oggetti di culto in rete ancora prima di avere un contratto discografico "regolare" sono Arctic Monkeys e Lily Allen, entrambi artisti entrati nella Top 10 britannica. Si sta rivelando un grande strumento in questo senso la comunità online MySpace, che permette di caricare gratis brani musicali sulla propria pagina personale. Un altro aspetto correlato del fenomeno è la nascita delle cosiddette netlabel, cioè una specie di etichetta discografica a pagamento che vive su Internet. La rivoluzione è infine quella economica. Se negli anni passati agli artisti andavano solo le percentuali di royalties per ogni disco fisico venduto, a oggi un'etichetta discografica privata può contare su un guadagno netto per ogni traccia venduta di circa 100 dollari (dati PMI 2012/2013). Se si conta che esistono etichette indipendenti che ogni mese immettono ciascuna nel mercato discografico digitale oltre cinquecento tracce a pagamento, il conto della rivoluzione musicale digitale è presto fatto. Proprio per la facilità e per la rapidità dei guadagni in questo nuovo music store digitale, a oggi la possibilità di acquistare un'etichetta indipendente risulta essere quasi impossibile se non per i soli addetti ai lavori.

## Nell'industria musicale
| Anno | Ricavo    | Percentuale rispetto ai guadagni | Note   |
| ---- | --------- | -------------------------------- | ------ |
| 2004 | 330000 $  | N.D.                             | [ 9 ]  |
| 2005 | 1000 $    | 6%                               | [ 10 ] |
| 2006 | 2000 $    | 10%                              | [ 11 ] |
| 2007 | 2900000 $ | 15%                              | [ 12 ] |
| 2008 | 3700000 $ | 20%                              | [ 13 ] |
| 2009 | 4200000 $ | 27%                              | [ 14 ] |
| 2010 | 4600000 $ | 29%                              | [ 15 ] |
| 2011 | 5200000 $ | 32%                              | [ 16 ] |
| 2012 | 5600000 $ | 34%                              | [ 17 ] |
| 2013 | 5900000 $ | 39%                              | [ 18 ] |
| 2014 | 6800000 $ | 46%                              | [ 19 ] |
| 2015 | 6700000 $ | 45%                              | [ 20 ] |
| 2016 | 7800000 $ | 50%                              | [ 21 ] |
| 2017 | 2800000 $ | 38%                              | [ 22 ] |
| 2018 | 2300000 $ | 12%                              | [ 23 ] |
| 2019 | 1500000 $ | 7%                               | [ 24 ] |
| 2020 | 1200000 $ | 5%                               | [ 25 ] |
| 2021 | 1100000 $ | 4%                               | [ 26 ] |
| 2022 | 900000 $  | 3%                               | [ 28 ] |
| 2023 | 900000 $  | 3%                               | [ 29 ] |
| 2024 | 800000 $  | 3%                               | [ 30 ] |

## Formati musicali
I formati musicali più diffusi nel mondo informatico sono:
- AAC
- WMA
- Wave
- MP3: acronimo dell'algoritmo di codificazione Mpeg-I Layer III (MP3 = MPIII = MPeg-i layer III)
- MIDI
- Ogg Vorbis
- FLAC